# Collectivisme
Collectivisme is een cultureel waardenstelsel dat nadruk legt op de samenhang tussen mensen in groepsverband. Collectivistische waarden zijn onder andere het hechten aan traditie, veiligheid, sociaal gedrag en conformisme.
Collectivisme wordt doorgaans tegenover individualisme gesteld, dat de individuele mens benadrukt. In de vergelijkende sociale wetenschappen is het gebruikelijk culturen langs deze as te vergelijken; de Amerikaanse cultuur zou dan sterk individualistisch zijn, de Aziatische culturen meer collectivistisch, de Europese ergens tussen deze twee polen.
Op politiek vlak worden collectivistische waarden geassocieerd met links, individualisme met rechts, hoewel de relatie niet een-op-een is. Verklaringen voor afwijkingen van het simpele links-rechtsschema kunnen verklaard worden doordat sommige waarden zowel het individu als het collectief tot voordeel strekken en door het verschil tussen in-groep en uit-groep. Een uitzondering op het schema vormt bijvoorbeeld de combinatie autoritair-rechts, die individualistische en collectivistische waarden in zich verenigt.
Hiernaast bestaat nog een betekenis van collectivisme in het politieke denken, als gezamenlijke aanduiding van communisme, socialisme en diverse vormen van extreemrechts, die een streven naar staatscontrole over de economie gemeen zouden hebben. Deze geladen betekenis gaat terug op de neoliberale denker Friedrich Hayek, die in The Road to Serfdom al deze stromingen als collectivistisch en potentieel totalitair kenschetste.